# Mala Strmica
Mala Strmica – wieś w Słowenii, w gminie Šmarješke Toplice. W 2018 roku liczyła 34 mieszkańców.